# معادلة ديكرتية
في مستوى (ديكارتي)، منسوب إلى معلم ديكارتي، حلول المعادلة {\displaystyle E} ذات المجهولين {\displaystyle x} و {\displaystyle y} يمكن تفسيرها كمجموعة من النقاط {\displaystyle M\left(x;y\right)} لهذا المستوى. عندما تشكل هذه الحلول  منحنى، نقول بأن {\displaystyle E} هي معادلة ديكارتية أو معادلة مصغرة لهذا المنحنى.

## التعريف
المعادلة الديكرتية في فضاء عدد أبعاده {\displaystyle n} هي معادلة صيغتها {\displaystyle f(x)=0} حيث {\displaystyle f} دالة من فئة {\displaystyle {\mathcal {C}}^{1}}، لمجموعة {\displaystyle \mathbb {R} ^{n}} في {\displaystyle \mathbb {R} }
- صيغتها على المستوى: {\displaystyle f(x,y)=0}؛
- صيغتها في الفضاء: {\displaystyle f(x,y,z)=0}.